# Ой славен, явен красний Андрійко
«Ой славен, явен красний Андрійко» — українська колядка історико-військового змісту.

## Текст
Ой славен, явен красний Андрійко, —
Святий вечір!
А чим же ти та прославився?
Що із вечера коня осідлав,
А вже к світові під Царів град став.
Ой, як б'є, та й б'є на Царів город;
Царь ся дивує, хто то воює.
А міщане ходять, все раду радять,
Що тому вояці за дари дати?..
Вивели йому коня в наряді.
Він коня-то взяв — не подзінькував,
Не подзінькував, шапочки не зняв,
Шапочки не зняв, не поклонився,
Не поклонився й не покорився.
Ой, як б'є, та й б'є на Царів город;
Царь ся дивує, хто то воює.
А міщане ходять, все раду радять,
Що тому вояці за дари дати?
Винесли ж йому полумисок злота.
Він золото взяв, не подзінькував,
Не подзінькував, шапочки не зняв,
Не поклонився й не покорився.
Ой, як б'є, та й б'є на Царів город;
Царь ся дивує, хто то воює.
А міщане ходять, все раду радять,
Що тому паняті за дари дати?
Вивели ж йому панну в короні.
Він панну узяв та й подзінькував,
Та й подзінькував і шапочку зняв,
І шапочку зняв, ще й поклонився,
І поклонився, і покорився.
Там під горою, під волоською
Совгнули кіньми, як грім на небі,
Блисли мечеми, як молні в небі,
Пустє стрілочки, як дробен дощик.
А відтак пішли аж там за гору,
Аж там за гору та й за третюю,
Та й за третюю, за турецькую.
Стали наметом там під горою,
Там під горою, під турецькою.
Совгнули кіньми, як громи в небі,
Блисли мечеми, як молні в небі,
Пустє стрілочки, як дробен дощик,
Пріллєли кровцю, та як водицю.
А відтак пішли аж там за гору,
Аж там за гору, за четвертую,
За четвертую, за московськую.
Стали наметом аж там на горі,
Аж там на горі, аж на четверті,
Аж на четверті, та й на московські…
Та й просє Бога, своєго пана,
Своєго пана, пана Гаврила:
«Можний наш пане, пане Гавриле!
Ой, пусти ж ти нас вже додомочку,
Заплати ж ти нам та й за службочку,
Та що ми тобі вірне служили,
Вірне служили від молодості,
Від молодості аж до старості.
Вже нам голови аж посивіли,
Вже нам бороди аж побіліли,
Та вже нас жони не поприймають,
Та вже нас діти не попізнають».
Будь же нам здоров, можний наш пане,
Можний паночку, гой, Андрієчку!
Гой, здоров, здоров, та не сам собов,
Та й не сам собов, та й з вітцем, з матков,
Гой, дай Боже!